# Лиманський район (Одеська область)
Лиманський райо́н (до 1935 року — Антоно-Кодинцівський, в 1935—2016 — Комінте́рнівський) — колишня територіально-адміністративна одиниця на сході Одеської області України. Адміністративний центр — смт Доброслав. Загальна площа району — 150 тис. га.
Ліквідований відповідно до Постанови Верховної Ради України «Про утворення та ліквідацію районів» від 17 липня 2020 року № 807-IX..

## Географія

### ПЗФ
На території району створено ландшафтний заказник місцевого значення «Каїрівський», ландшафтний заказник місцевого значення «Новомиколаївський», ботанічний заказник місцевого значення «Калинівський», орнітологічний заказник місцевого значення Тилігульський пересип, загальнозоологічний заказник загальнодержавного значення Петрівський, орнітологічний заказник загальнодержавного значення Коса Стрілка.

## Економіка
В сільському господарстві Лиманського району в 2008 році активно діяли 6 товариств з обмеженою відповідальністю, 11 приватних сільськогосподарських підприємств, 2 сільськогосподарських виробничих кооперативи, 185 селянських (фермерських) господарств.
Сільське господарство району багатогалузеве. Крім традиційного набору зернових культур і соняшника вирощуються круп'яні (гречка, просо), соя, овочі, баштанні, виноград, фрукти.
Найпотужнішими в районі промисловими підприємствами є: ТОВ «Трансінвестсервіс», СГП «ВЕККА», ТОВ «ОНИСС», фірма «Гармаш», фірма «Автодеталь», Лиманська друкарня, СТОВ «Комінтернівська птахофабрика», ТОВ «Куліндоровський індустріальний концерн», ЗАТ «ПІК», ТОВ «Кераміт».
26 листопада 2012, у Лиманському районі Одеської області біля м. Південний стартувало будівництво термінала для отримання та регазифікації зрідженого газу.

### Туризм
Географічне становище району, сприятливі кліматичні умови узбережжя Чорного моря, Тилігульського та Куяльницького лиманів мають добру перспективу розвитку курортно-рекреаційних територій. В Лиманському районі понад 2220 га рекреаційних територій, в тому числі 96,534 га на сьогодні під базами відпочинку із них 45,3 га в межах населених пунктів. В районі діє 60 курортно-оздоровчих установ, в яких одночасно розміщаються більш ніж 7 тисяч відпочивальників.

### Інвестиційна привабливість
Пріоритетними напрямками розвитку району є:
1. Підтримка агропромислового комплексу.
2. Реформування житло-комунального господарства.
3. Поліпшення соціально-побутових умов жителів району.
4. Розвиток малого та середнього бізнесу як головного джерела підвищення зайнятості населення.
5. Стабілізація й удосконалення ринку праці.
6. Забезпечення інноваційності реального сектора та його конкуренції.

Унікальність району полягає в ряді географічних особливостей:
1. Природно влаштована піщана коса Тилігульського лиману на узбережжі Чорного моря в районі села Сичавка, яка розміщує мережу оздоровчих закладів сезонної роботи з перспективою збільшення кількості та якості, як баз відпочинку так і лікувально-оздоровчих підприємств.
2. Територія вздовж Тилігульського лиману в районі с. Кордон та с. Калинівка може стати базовою для розвитку екологічного туризму у районі. Прокладення маршрутів по Тилігульському ландшафтному парку з використанням заказника с. Петрівка — один з перспективних напрямків збільшення потоку туристів у даний регіон.
3. Чорноморське узбережжя від с. Сичавка до с. Крижанівка, на якій розвинена мережа лікувально-оздоровчих споруд, вдало поєднаних з мальовничим ландшафтом місцевості. На вказаній території активно ведуться роботи по організації зон відпочинку з високим рівнем якості інфраструктури. Відчутне збільшення кількості туристів в даному регіоні свідчить про необхідність подальшого розвитку узбережжя Чорного моря.

## Транспорт
Зовнішні і внутрішні зв'язки району забезпечуються залізничним і автомобільним транспортом. На території району проходить ділянка залізниці Одеса-Вознесенськ-Первомайськ, на якій розташовані дві залізничні станції — Кремидівка і Сербка. Від станції Чорноморська, яка розташована на території Шомполівської сільської ради, відгалужується залізнична гілка до Одеського припортового заводу і до порту Південний.
Район має розгалужену мережу автошляхів, що зв'язують районний центр Доброслав з іншими районними центрами Одеської області і цілим рядом населених пунктів всередині району. Довжина автошляхів загального користування становить 605,7 км, із них шляхів із твердим покриттям — 486,6 км, питома вага яких — 80,3% до загальної довжини автошляхів.
Територією району проходять автодороги державного значення E58 Одеса-Мелітополь-Новоазовськ (40 км), Р55 Одеса-Вознесенськ-Новий Буг (40 км).

## Населення
Розподіл населення за віком та статтю (2001):
| Стать | Всього | До 15 років | 15-24 | 25-44 | 45-64 | 65-85 | Понад 85 |
| --- | ------ | ----------- | ----- | ----- | ----- | ----- | -------- |
| Чоловіки | 31 931 | 6213        | 6021  | 9830  | 7537  | 2244  | 86       |
| Жінки | 35 283 | 5962        | 5549  | 9933  | 9091  | 4415  | 333      |
| \| Статево-вікова піраміда \| Статево-вікова піраміда \| Статево-вікова піраміда \| \| ----------------------- \| ----------------------- \| ----------------------- \| \| Чоловіки \| Вік \| Жінки \| \| 86 \| 85 + \| 333 \| \| 132 \| 80-84 \| 441 \| \| 379 \| 75-79 \| 1045 \| \| 795 \| 70-74 \| 1460 \| \| 938 \| 65-69 \| 1469 \| \| 1847 \| 60-64 \| 2509 \| \| 1196 \| 55-59 \| 1542 \| \| 2132 \| 50-54 \| 2376 \| \| 2362 \| 45-49 \| 2664 \| \| 2568 \| 40-44 \| 2755 \| \| 2279 \| 35-39 \| 2475 \| \| 2285 \| 30-34 \| 2208 \| \| 2698 \| 25-29 \| 2495 \| \| 2733 \| 20-24 \| 2548 \| \| 3288 \| 15-20 \| 3001 \| \| 2711 \| 10-14 \| 2550 \| \| 1944 \| 5-9 \| 1914 \| \| 1558 \| 0-4 \| 1498 \| |        |             |       |       |       |       |          |
| Статево-вікова піраміда |        |             |       |       |       |       |          |
| Чоловіки | Вік    | Жінки       |       |       |       |       |          |
| 86 | 85 +   | 333         |       |       |       |       |          |
| 132 | 80-84  | 441         |       |       |       |       |          |
| 379 | 75-79  | 1045        |       |       |       |       |          |
| 795 | 70-74  | 1460        |       |       |       |       |          |
| 938 | 65-69  | 1469        |       |       |       |       |          |
| 1847 | 60-64  | 2509        |       |       |       |       |          |
| 1196 | 55-59  | 1542        |       |       |       |       |          |
| 2132 | 50-54  | 2376        |       |       |       |       |          |
| 2362 | 45-49  | 2664        |       |       |       |       |          |
| 2568 | 40-44  | 2755        |       |       |       |       |          |
| 2279 | 35-39  | 2475        |       |       |       |       |          |
| 2285 | 30-34  | 2208        |       |       |       |       |          |
| 2698 | 25-29  | 2495        |       |       |       |       |          |
| 2733 | 20-24  | 2548        |       |       |       |       |          |
| 3288 | 15-20  | 3001        |       |       |       |       |          |
| 2711 | 10-14  | 2550        |       |       |       |       |          |
| 1944 | 5-9    | 1914        |       |       |       |       |          |
| 1558 | 0-4    | 1498        |       |       |       |       |          |

На території району проживають представники 52 національностей і народностей. Переважний склад українці — 81,4%, росіяни — 13%, молдовани — 1,6%, болгари — 1,4%, білоруси — 0,7%, вірмени — 0,2%, греки — 0,3%.
За переписом 2001 року розподіл мешканців району за рідною мовою був наступним:
- українська — 77,28 %
- російська — 20,54 %
- молдовська — 0,65 %
- болгарська — 0,55 %
- білоруська — 0,21 %
- вірменська — 0,18 %
- циганська — 0,18 %
- гагаузька — 0,10 %
- грецька — 0,08 %

Чисельність населення району станом на 1 січня 2009 року становить близько 67 тис. осіб. В оздоровчий сезон чисельність населення збільшується на 40-45%. Населення району мешкає в 67 населених пунктах (із них 3 — селища міського типу), що входять до 20 сільських і 3 селищних рад.
Станом на січень 2015 року тут мешкали 70 804 особи, з них міського населення — 14 023, сільського — 56 781 осіб.

## Соціальна сфера
В районі функціонували 35 загальноосвітніх навчальних закладів, районний комплексний центр творчості для дітей та юнацтва, Дитячо-юнацька спортивна школа.
Населення Лиманського району обслуговувалось і надавало  медико-санітарну допомогу 45 закладів охорони здоров'я.
До послуг мешканців району були  2 стадіони, 42 футбольних поля, 63 спортивних майданчики та інші спортивні об'єкти.
На території району працювали  73 установи Міністерства культури та мистецтв України, розміщено 76 пам'яток історії, мистецтва, археології та архітектури, які стоять на державному обліку, у тому числі 36 розташовані на рекреаційних територіях (1 пам'ятник архітектури, 11 пам'ятників археології, 24 пам'ятники історії та мистецтва).

## Політика

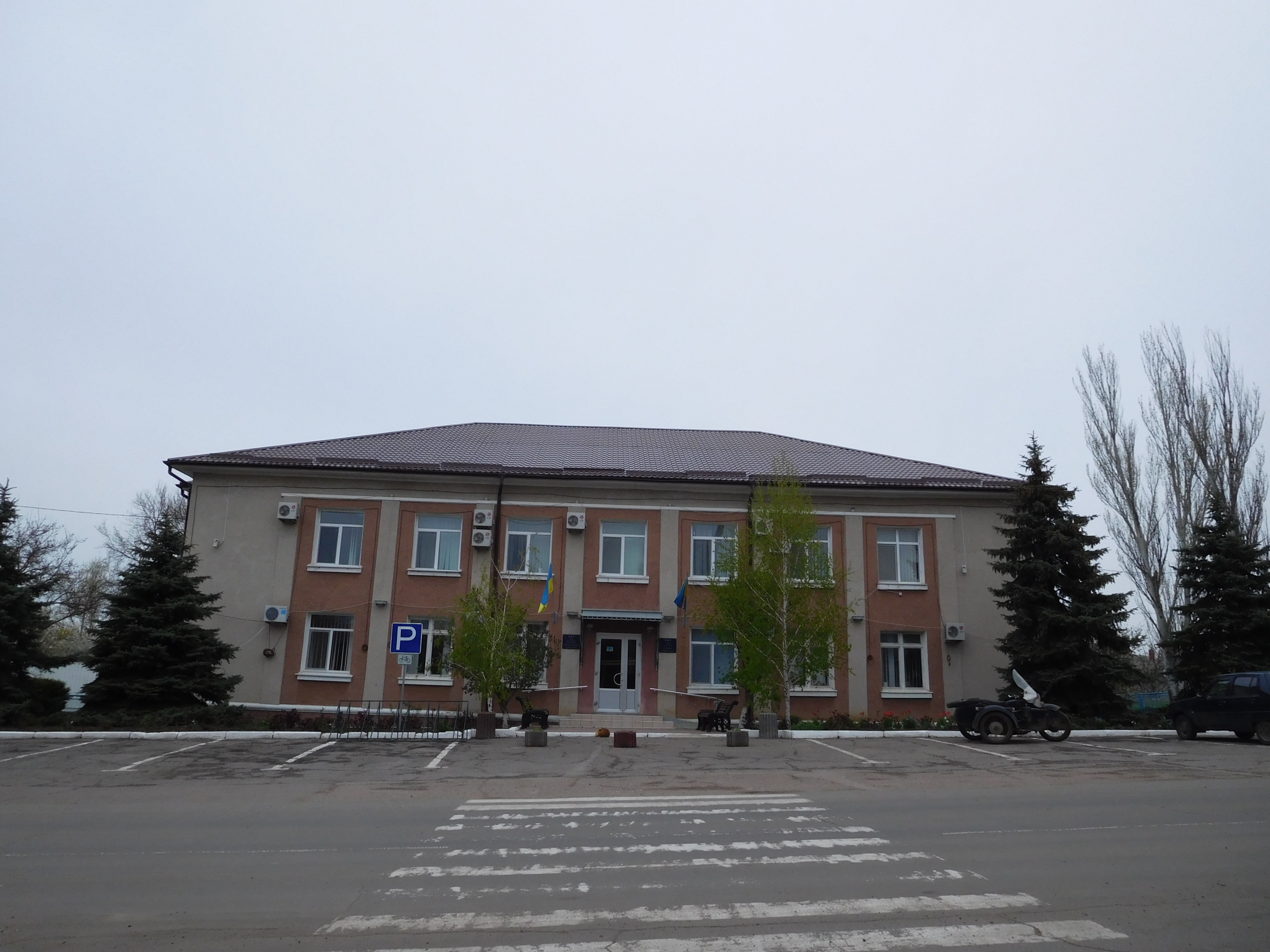
Будівля Лиманської районної ради

25 травня 2014 року відбулися Президентські вибори України. У межах Комінтернівського району були створені 52 виборчі дільниці. Явка на виборах складала — 51,62% (проголосували 27 412 із 53 106 виборців). Найбільшу кількість голосів отримав Петро Порошенко — 44,62% (12 231 виборців); Сергій Тігіпко — 16,28% (4 464 виборців), Юлія Тимошенко — 11,25% (3 084 виборців), Вадим Рабінович — 5,32% (1 458 виборців), Анатолій Гриценко — 3,88% (1 063 виборців), Олег Ляшко — 3,85% (1 055 виборців). Решта кандидатів набрали меншу кількість голосів. Кількість недійсних або зіпсованих бюлетенів — 3,01%.

## Пам'ятки
В районі села Кошари, Сичавської сільради, розташовано цікавий археологічний пам'ятник — городище Кошари, який датується ІУ-ІП ст. до н. е.